# Колоністські округи Бессарабії
Колоністські округи — особливі адміністративно-територіальні одиниці Бессарабської області, що існували з 1819 по 1871 рік . Округи були утворені на теренах, заселених переважно іноземними переселенцями.

## Історія
Після успішної російсько-турецької кампанії, внаслідок якої за Бухарестським мирним договором Російська імперія приєднала себе Бессарабію, на територію останньої почали прибувати іноземці. Процес цей був взаємно вигідний обом сторонам: переселенці отримували свободу від Османського ярма чи внутрішніх негараздів у своїй країні, Російська імперія отримувала ресурси для освоєння малозаселеного Буджацького степу.
Перші задунайські переселенці, в основному — болгари і гагаузи, почали переселятися в Південну Бессарабію ще під час війни, але після 1812 року, коли Бессарабія відійшла до Росії, переселення болгар і гагаузів набуло масового характеру. Болгарські та гагаузькі колонії займали більшу частину первісного Ізмаїльського повіту, а також невеликі території в Аккерманському та Бендерському повітах.
Окрім болгар і гагаузів, що переселялися для порятунку від Османського самоврядування, в Росію переселялися німці. Німецьке переселення почалося ще раніше задунайського — приблизно з 1786 року. Але на початку німці селилися в Новоросії, Криму, Поволжі, і лише з 1813 почали масово прибувати в Бессарабію. У Бессарабії німці селилися у різних повітах, але здебільшого осідали на теренах Акерманського повіту.
У 1818 році створено Опікунний комітет про іноземних переселенців південного краю Росії. Його головою був призначений генерал Іван Інзов. Особливим Актом Міністерства внутрішніх справ від 20 травня та Указом Сенату від 29 грудня 1819 року визначалося соціально-економічне, юридичне та адміністративне становище задунайських переселенців. Документи передбачали особливий адміністративний устрій: колонії поселенців об'єднувалися в округи, що входили до складу Бессарабської контори іноземних переселенців при Опікунському комітеті. Загальне управління здійснювалося Опікуном, який призначався з Петербурга, а окружна та сільська адміністрація обиралася населенням.
В 1833 всі Контори були скасовані, управління всіма колоністськими поселеннями передавалося безпосередньо Опікунському комітету, в якому були створені відповідні Управління, зокрема, Управління задунайських переселенців.
У 1856 році, після чергової, цього разу невдалої, російсько-турецької кампанії, за умовами Паризького світу Росія передала Молдавському князівству південно-східну частину Бессарабії, включаючи округи, що входили туди. Решта округу були передані в підпорядкування Настоятельству болгарських бессарабських колоній, що входило все в той же Опікунський комітет.
4 червня 1871 року в Росії були введені Правила суспільного та поземельного устрою та управління поселенців. Вони ліквідували особливе колоністське управління та змінили соціальний стан болгарського населення півдня Російської імперії. Наразі воно підкорялося місцевим органам влади. Усі колоністські округи було ліквідовано, які території розділені більш дрібні волості. У 1878 році за Берлінським трактатом королівство Румунія повернуло Російській імперії Південну Бессарабію, в якій з 1874 року також були ліквідовані округи.
В серпні 1940 року, коли територія Бессарабії була окупована СРСР, на основі її території було створено Молдавська РСР, перед народами було поставлено жорсткий ультиматум: або народи приймають радянське громадянство, або підлягають депортації з території СРСР. Після цього, гагаузьке населення і більшість болгарського населення стали громадянами СРСР, а майже все німецьке населення було витіснене за межі Молдови; території, що звільнилися, були заселені переважно українським населенням.

## Задунайські округи
Задунайські округи були утворені в 1819 році, в основному розташовувалися в південній частині Ізмаїльського повіту.

### Буджацький
Єдиний округ, який територіально розташовувався відразу в трьох повітах — Аккерманському, Бендерському та Ізмаїльському, а також єдиний задунайський округ, який завжди був у Бессарабії. Західний кордон округу проходив від села Дезгінжа спочатку по річці Ялпуг, потім по річці Великий Котлабух до озера Катлабух; східний кордон йшов від села Дезгінжа за логічним продовженням, а потім і по самій річці Велика Лунга, потім по межі Бендерського та Аккерманського повітів, потім по ламаному кордоні німецьких колоній і нарешті по одній із річок до озера Китай. Спочатку до округу входило 19 сіл — 15 гагаузьких (Авдарма, Баурчи, Бешалма, Бешгіоз, Гайдар, Жолтай, Дезгінджа, Казаклія, Кірієт-Лунга, Кірсова, Комрат, Конгаз, Лунга (Чадир-Лунга), Томай та Чок 4 болгарських (Троян, Валя-Пержей, Код-Китай, Єнікіой).
У 1832 році округ був поділений на два: Верхньо-Буджакський та Нижньо-Буджакський з центрами в Комраті та Іванівці Болгарській.
Станом на 1832 рік округи містили такі села:
Верхньо-Буджацький округ:
- Дезгінжа
- Чок-Майдан
- Комрат
- Башкалія
- Кірсова
- Ферапонтіївка
- Авдарма
- Бешалма
- Томай
- Жолтай
- Кірієт-Лунга
- Конгаз
- Баурчи
- Гайдар
- Бешгіоз
- Твардіца
- Казаклія
- Кірютня (Кортен)
- Чадир-Лунга

Нижньо-Буджакський округ:
- Дмитрівка
- Ісерлія
- Дюльмень
- Саталик-Хаджі
- Іванівка
- Девлет-Агач
- Пандаклія
- Гасан-Батин
- Задунаївка
- Главані
- Голиця
- Финтина-Дзінілор
- Код-Китай
- Селіогло
- Банівка
- Ширкли-Китай
- Нова Покровка
- Старі Трояни
- Чумлекій
- Купорань
- Єнікіой

У 1856 році, після передачі Ізмаїльського повіту Молдавському князівству, під фактичним управлінням Нижньо-Буджакського округу знаходилася частина Ізмаїльського округу, хоча номінально він був збережений. Тоді ж частину Кагульського повіту (Верхне- і Нижньо-Буджакські округи, а також номінальний Ізмаїльський округ), також частково переданого Молдавському князівству, спочатку віднесли до нового Комратського повіту, а через рік розділили між Аккерманським і Бендерським повітами. У перший відійшов Нижньо-Буджакський та Ізмаїльський округи, у другий — Верхньо-Буджакський округ.
У 1871 році округи були скасовані, їхня територія розділена на дрібніші волості.

### Ізмаїльський
Займав територію Ізмаїльського повіту між озером Ялпуг та річкою Ялпуг, Дунаєм та озером Катлабуг та річкою Великий Котлабух приблизно до міста Тараклія, включаючи його територію. Після 1830 року придунайські землі відійшли Ізмаїльському градоначальству, а землі на північ від Нижнього Траянова валу — до нового Кагульського повіту. Складався з таких сіл: Болград, Тараклія, Татар-Копчак, Кубей, Саталик-Хаджі, Кайраклія, Каракурт, Чишме-Варуїта, Бабеле, Долукіой, Ташбунар, Чийшія, Ердекбурну з хуторами та Шикірлікі. Татар-Копчак було гагаузьким селом, Каракурт — арнаутським, решта — болгарські. Центром ізмаїльського округу було місто Болград .
Станом на 1832 вже містив 16 сіл:
- Тараклія
- Нові Трояни
- Татар-Копчак
- Чийшія
- Кубей
- Болград
- Табаки
- Каракурт
- Вайсал
- Чешме-Варуїта
- Дермендере
- Ташбунар
- Бабель
- Кайраклія
- Ердекбурну
- Долукіой

У 1856 році більша частина округу разом з Болградом виявилася переданою Молдавському князівству, де утворила Ізмаїльську околию Болградського округу. Російська частина Ізмаїльського округу, що залишилася, втративши більшу частину території та адміністративного центру, була підпорядкована Нижньо-Буджакскому округу, хоча номінально округ зберігався.
Російську частину Ізмаїльського округу було скасовано 1871 року, молдавську частину разом із Болградським округом — 1876 року.
1878 року території, передані Молдавському князівству, повернуто Росії.

### Кагульський
Займав територію Ізмаїльського повіту між Нижнім Трояновим валом, озером і річкою Кагул, Дунаєм і озером Ялпуг (після 1830 придунайські землі відійшли Ізмаїльському градоначальству). Складався з таких сіл: Картал, Сатул-Ноу, Барта, Карагач, Буджак, Некрасовець, Етулія, Хаджі-Абдул, Курчій, Інпуцита та Булбоака. Етулія було гагаузьким селом, решта — болгарські.
Станом на 1832 вже містив 9 сіл:
- Курчій
- Хаджі-Абдул
- Інпуцита
- Етулія
- Булбоака
- Карагач
- Барта
- Картал
- Сатунове

В 1834 Прутський і Кагульський округи об'єднані в один Кагульсько-Прутський з центром в селі Хаджі-Абдул, в 1856 році разом з територією Ізмаїльського повіту передано до складу Молдавського князівства, де утворив Кагульсько-Прутську околицю Болградського окургу.
У 1874 Болградський округ був скасований, а в 1878 територія повернута Росії.

### Прутський
Займав південно-східну частину Ізмаїльського повіту між Нижнім Трояновим валом, Прутом, Дунаєм і озером і річкою Кагул (після 1830 придунайські землі відійшли Ізмаїльському градоначальству). Складався з таких сіл: Колібаши, Бринза, Валени, Слободзія, Бобоєшть (Сурейень), Кислиця, Вадул Боулуй, Джурджулешти, Миндрешть, Анадолка, Фрикацей, Бужорка, Чишмікіой (Чешмекей) та Вулканешти. Два останні села — гагаузькі, решта — болгарські.
Станом на 1832 вже містив 10 сіл:
- Колібаши
- Бринза
- Валени
- Слободзія
- Кислиця
- Джурджулешти
- Вулканешти
- Чишмікіой
- Анадолка
- Фрикацей

В 1834 Прутський і Кагульський округи об'єднані в один Кагульсько-Прутський з центром в селі Хаджі-Абдул, в 1856 разом з територією Ізмаїльського повіту передано до складу Молдавського князівства, де утворив Кагульсько-Прутську околицю Болградського округу.
У 1874 Болградський округ був скасований, а в 1878 територія повернута Росії.

## Німецькі округи
Німецькі округи територіально розташовувалися в Акерманському повіті, займаючи умовний кут між кордоном Акерманського повіту з Бендерським повітом та Буджацькими округами.

### Клястицький
Клястицький колоністський округ розташовувався біля річок Скіноса, Сака, Чага, на захід від повітового міста Аккерман. Утворений у 1820-ті роки і не мав назви, числячись під умовним ім'ям «Округ № 2», назву округ отримав лише у травні 1829 року. Включав такі, переважно німецькі населені пункти:
- Арциз 1-й,
- Арциз 2-й,
- Березина (Соборне, Аннінська, Кагальник, Ротунда (нім. Rotunda)),
- Бородіно (Буджак, Сак, Олександрівська),
- Брієнн (нім. Brienne) (Петервунш(ньому). Peterwunsch), Петерсвінш, Петровська),
- Гофнунгсталь (нім. Hoffnungstal) (Надія, Карадай),
- Клястиць (Весела Долина),
- Лейпциг (нім. Leipzig) (Серпневе, Скінос, Катеринівська),
- Париж (Веселий Кут, Олексіївська),
- Фріденсталь (нім. Friedenstal) (Мирнопілля).

Центр округу — с. Клястиць. Землі 60172 десятин. Станом на 1859—999 дворів і 1180 безземельних сімейств. Також були маслобійні — 4, млина — 73, ткацькі верстати — 361, церкви і молитовні будинки — 6, школи — 10 (1841).
Після 1871 року на цій території були утворені Арцизька, Клястицька та Паризька волості. Мешканців з перепису: 4378 (1827), 5382 (1834), 6918 (1841), 11779 (1859), 15986 (1870).

### Малоярославецький
Розташовувався на захід від повітового міста Аккерман. Утворений у 1820-ті роки і не мав назви, числячись під умовним ім'ям «Округ № 1», назву округ отримав лише у травні 1829 року. Включав такі, переважно німецькі населені пункти:
- Деневиць
- Кацбах
- Червоне
- Кульм
- Малоярославець 1-й
- Малоярославець 2-й
- Плоцьк
- Тарутине
- Теплиць
- Фершампенуаз 1-й
- Фершампенуаз 2-й

Центр округу — с. Малоярославець 1-й. Землі 52803 десятин. Станом на 1859—879 дворів і 1325 безземельних сімейств. Також були: Маслобійні — 3, млини — 67, ткацькі верстати — 401, церкви та молитовні будинки — 10, школи — 10 (1841).
Після 1871 р. на цій території утворені Краснянська (с. Червоне), Кульмська (с. Кульм), Малоярославецька, Тарутинська (с. Тарутине), Теплицька волості. Мешканців з перепису: 5807 (1834), 6768 (1841), 11365 (1859), 15907 (1870).

### Саратський
Був утворений пізніше за інші округи, в 1836 році і тільки після особистого втручання І. Інзова.
Це був найменший округ, що складався з трьох колоній: «материнської» колонії Сарата, яка була його центром, і двох дочірніх колоній — Фріденсталь і Ліхтенталь.
1871 року, після скасування округу, вся його територія склала Саратську волость.